# Národní muzeum výtvarného umění (Asunción)
Národní muzeum výtvarného umění (španělsky Museo Nacional de Bellas Artes) je galerie v paraguayském hlavním městě Asunción. Roku 1909 ji založil politik a intelektuál Juan Silvano Godoy (1850–1926), první generální ředitel paraguayských muzeí a archivů. Kromě sbírky evropského umění jsou zde vystaveny obrazy a sochy domácích umělců. Například jsou zastoupeni Aurelio Garcia, Pablo Alborno, Héctor Da Ponte, Miguel Acevedo, Modesto Delgado Rodas, Roberto Holden, Jaime Bestard, Ofelia Echagüe Veraová, Olga Blinderová a Edith Jiménezová.